# Cankarjeva knjižnica Vrhnika
Cankarjeva knjižnica Vrhnika je osrednja splošna knjižnica s sedežem na Tržaški 32, Vrhnika. Ustanovljena je bila leta 1958 in poimenovana po pisatelju Ivanu Cankarju, ki je bil rojen na Vrhniki. V knjižnici je soba, posvečena prvim natisom njegovih del.
Sprva je imela prostore na Tržaški 9b ob Osnovni šoli Ivana Cankarja, ki pa so z leti postali premajhni. Zaradi prostorske stiske je občina sprva razmišljala o gradnji prizidka, a se je kot cenejša možnost pokazal odkup nekdanje šivalnice Industrije usnja Vrhnika od stečajnega upravitelja. V nove prostore v prvem nadstropju te stavbe se je knjižnica preselila v začetku septembra 2014.
Ima eno dislocirano enoto, Krajevno knjižnico dr. Marje Boršnik v Borovnici.